# Садкова вулиця
Садко́ва ву́лиця — зникла вулиця, існувала в Жовтневому, нині Солом'янському районі міста Києва, місцевість Караваєві дачі. Пролягала від Борщагівської вулиці до Садкового провулку.
Прилучалися Дашавська, Верхньоключова та Нижньоключова вулиці.

## Історія
Виникла у 1920-ті — на початку 1930-х років під такою ж назвою. Ліквідована разом із навколишньою малоповерховою забудовою наприкінці 1970-х — на початку 1980-х років.